# الشيطان يقدم حلا (فلم)
الشيطان يقدم حلا فيلم دراما مصري  للمخرج محمد عبد العزيز عام 1991. كتب القصة والسيناريو والحوار محمد صفاء عامر. الفيلم من بطولة كمال الشناوي وفاروق الفيشاوي وتيسير فهمي، وتدور الأحداث حول ياسين الذي يعاني من ابنه الذي لا يميل لموضوع الزواج، في حين يرغب ياسين في حفيد يحمل اسمه ويَرِث ثروته بعد ابنه. ثم تدخل في حياتهما فتاة فقيرة تعمل عند ياسين، وهي التي تنجح في لَفْت نظر الابن.
صدر الفيلم إلى دور العرض المصرية في 29 يوليو 1991.
منح موقع قاعدة بيانات الأفلام العربية «السينما.كوم» الفيلم درجة 5.4/ 10.

## طاقم التمثيل
كمال الشناوي: في دور ياسين الورداني (رجل الأعمال)
فاروق الفيشاوي: في دور سامح ياسين الوردانى
تيسير فهمي: في دور هالة فكري (سكرتارية ياسين الورداني)
عبد الله سعد: في دور الدكتور نادر
شريف صبري: في دور الدكتور داوود هارون
زينب عبده: في دور زينب عشماوي
مصطفى عكاشة: في دور عرفان (خولي المزرعة)
ليلى جمال: في دور أرملة والد هالة
مطاوع عويس: في دور بكري
بالاشتراك مع: ماجدة حمادة – توفيق الكردي – علية علي – سمير رستم – نبوية السيد – سامي عطايا – أحمد سرحان – داليا شريف – ماجدة كامل – سيد مصطفى – صلاح صادق – حسين عرعر – نادية شمس الدين – عادل هلال – محمد زين – كوثر رمزي – ناريمان – فاتن فؤاد – محمود الزهيري – مصطفى عكاشة – شفيق الشايب – الأطفال (ريم محمد سعيد – أدهم فهمي)

## أحداث الفيلم
يمتلك رجل الأعمال ياسين الوردانى (كمال الشناوي) عدة مزارع لزراعة الزهور ومصنعاً للعطور وله ابن وحيد هو سامح (فاروق الفيشاوي) وهو انطوائي منعزل عن والده وعن المزارعين مما يؤرق الوالد كثيراً. يرغب رجل الأعمال ان يزوج ابنه وينجب له الحفيد الذي عاش من أجل رؤيته. تعيش هالة فكري (تيسير فهمي)، الحاصلة على دبلوم التجارة، مع أرملة والدها (ليلى جمال) وأخواتها الثلاث وجميعهم في المدارس ولا يكفيهم معاش والدهم. تبحث هالة عن عمل لتعول أسرتها، أما الزواج فقد صرفت النظر عنه وتركت خطيبها لأنها لا تستطيع أن تساعده في الجهاز. كان والد هالة موظفاً بوزارة التجارة، وكان يقدم خدمات كثيرة لياسين بيه دون مقابل ويرفض أي شئ يقدم له على سبيل الهدية، لذلك عندما لجأت هالة لخولي المزرعة عرفان (مصطفى عكاشة) يتوسط لها عند ياسين الورداني الذي يوظفها في السكرتارية بمرتب مجز. يعمل الدكتور نادر (عبد الله سعد) طبيب بالخارج وهو صديق حميم لسامح، وهو من أصحاب البشرة السمراء، وعندما يعود من الخارج يرحب به ياسين الوردانى لاعتقاده أنه هو الذي سيخرج سامح من عزلته. يحاول نادر أن يعرف مشكلة صديقه ويفشل. كان سامح يعاني من مشكلة جنسية فهو يميل للنساء، ولكن عند اللحظة الحاسمة لايجد شيئا فيهرب منهن. يتعرف سامح على هالة ويحاول معها فتصده ويعتذر لها وتصبح علاقة صداقة تتحول إلى حب. يصارح سامح صديقه نادر بعجزه الجنسي، ويتفق الاثنين على السفر للخارج للعلاج. يقدم سامح على الزواج من هالة رغم إعتراض ياسين الورداني الشديد. يكتشف الأطباء أن نتيجة لسقوط سامح من فوق الحصان وإصابته في العمود الفقرى قد حدث تهتك لأحد الأعصاب نتج عنه عجزه الجنسي ولا أمل له في الشفاء. يقرر نادر العودة لمصر، بينما يقرر سامح عدم العودة حتى يتجنب مواجهة والده. ينتهز الشيطان داود هارون (شريف صبرى) الفرصة ويتقدم بحلاً وهو استعارة حيوان منوي من بنك الحيوانات المنوية والمجهول صاحبه ويزرعه  في رحم هالة على أنه من سامح الذي استغل عودة نادر لمصر وأجرى العملية دون ان يخبر هالة بالحقيقة. تنجح العملية وتحمل هالة في ذكر.
يعيش ياسين الورداني الحلم في انتظار حفيده، ولكن هالة تضع طفلاً من ذوي البشرة السمراء، ويظن الجميع ان هالة كانت على علاقة غير شرعية مع نادر، الذي يحاول قتله وقتل هالة وقتل الطفل، لولا أن نادر يجبر سامح على الإعتراف لوالده بالحقيقة وأنه عاجز جنسياً ولا أمل في العلاج ولجأ إلى استعارة حيوان منوي من البنك مجهول الصفات فكانت النتيجة طفل أسمر، وقبل ان يفيق ياسين الورداني من الصدمة يطلق سامح النار على رأسه منتحراً.

## وصلات خارجية
- مقالات تستعمل روابط فنية بلا صلة مع ويكي بيانات
- الشيطان يقدم حلا على موقع دهليز